# 周发岐
周发岐（1901年—1990年），男，直隶（今河北）蠡县人，中国有机化学家，主要从事有机化学与炸药化学方面的研究。

## 生平
周发岐早年赴法国留学，就读于里昂大学化学系，1928年获博士学位。1929年返回中国，担任中法大学教授、化学系主任，国立北平研究院化学研究所研究员。抗日战争期间随中法大学迁往昆明，并曾任理学院院长、教务长。1944年在昆明担任北平研究院研究员。1946年随研究院迁回北平，出任化学研究所所长。
中华人民共和国成立后，周发岐出任中国科学院北京化学研究所所长。1950年起任教于北京工业学院，历任教务处处长、科研部主任、副院长。1980年加入中国共产党。1986年退休，1990年逝世。

## 社会兼职
曾任中国兵工学会副理事长、火炸药学会主任委员、全国人大代表等职。